# Шажанканов, Мукан
Мука́н Шажанка́нов (1897, Павлодарский уезд, Семипалатинская область, Степное генерал-губернаторство, Российская империя — 1970, Павлодарская область, Казахская ССР) — старший табунщик молочного совхоза «Кайманачихинский» Министерства совхозов СССР, Иртышский район Павлодарской области, Казахская ССР. Герой Социалистического Труда (1949).

## Биография
Родился в 1897 году в крестьянской семье в одном из сельских населённых пунктов Павлодарского уезда. С раннего возраста трудился в сельском хозяйстве. С 1928 года — рабочий на солевых промыслах «Бестуз». С 1933 года — табунщик, старший табунщик совхоза «Кайманачихинский» Иртышского района.
В 1948 году вырастил при табунном содержании 63 жеребёнка от 63 кобыл. Указом Президиума Верховного Совета СССР от 3 декабря 1949 года удостоен звания Героя Социалистического Труда за «получение высокой продуктивности животноводства в 1948 году при выполнении совхозом сдачи государству продуктов животноводства и полеводства и выполнении государственного плана развитии животноводства по всем видам скота» с вручением ордена Ленина и золотой медали «Серп и Молот» (№ 4946).
Избирался депутатом Павлодарского областного и Иртышского районного Советов депутатов трудящихся.
В 1957 году вышел на пенсию. С 1968 года — персональный пенсионер. Проживал в Павлодарской области. Умер в 1970 году.
Награды
- Герой Социалистического Труда
- Орден Ленина
- Медаль «За доблестный труд в Великой Отечественной войне 1941—1945 гг.» (09.05.1945)